# Megachile versicolor
Espèce
Megachile versicolor est une espèce d'insectes hyménoptères de la famille des Megachilidae, d'origine européenne.
C'est une abeille solitaire, découpeuse de feuilles. Elle effectue dans le limbe de feuilles, principalement de rosiers ou de prunelliers, des découpes semi-circulaires qui mises en forme de tube,  lui servent à tapisser les galeries dans lesquelles elle niche.

## Synonymes
- Megachile  rufiventris Schenck,  1851,
- Megachile  octosignata Schenck,  1859,
- Megachile distinct Perez, 1897,
- Megachile pilicruriformis Cockerell, 1928.

## Distribution
L'aire de répartition de Megachile versicolor comprend la totalité de l'Europe et la Russie, y compris la Sibérie occidentale et les provinces de l'Extrême-Orient russe.